# Zack de la Rocha
Zacharias Manuel de la Rocha (Long Beach, California, Estados Unidos, 12 de enero de 1970), más conocido como Zack de la Rocha, es un músico, poeta y activista estadounidense. Es conocido por ser el vocalista y compositor de la banda de rap metal y metal alternativo Rage Against the Machine.

## Biografía
Su padre, Roberto "Beto" de la Rocha, era un artista, miembro del grupo político "Los Four", que pintaba a campesinos mexicanos, y enseñaba la historia chicana. Su madre, Olivia Lorryne Carter (nacida en 1941), obtuvo su licenciatura en antropología y vivía en Irvine, un suburbio de Los Ángeles. Sus padres se separaron cuando él tenía apenas un año.

### Carrera musical
Inmerso en la escena hardcore punk, Zack estuvo tocando la guitarra en un grupo llamado Hardstance, con miembros de su futura banda, Inside Out. Con estos últimos lanzó un 7" llamado «No Spiritual Surrender» (1990, Revelation Records) antes de separarse, con el que ganaron cierta popularidad en la escena underground estadounidense que ha prevalecido y crecido a nivel internacional hasta hoy, aún con la banda disuelta hace ya varios años. También pasó un breve tiempo como guitarrista de Farside, participando en unos demos de diciembre de 1990.
Sobre su paso por Inside Out, Zack declaró que la banda: se separaba completamente de la sociedad, para vernos a nosotros mismos como... como espíritus, y no nos inclinamos ante un sistema que te ve como otra piedra en la playa. Canalicé toda mi ira a través de esa banda.
En 1991, Zack comenzó involucrarse en el hip hop y el freestyle, conociendo así a Tom Morello para formar Rage Against the Machine. Lanzaron cuatro discos de estudio del cual su primer álbum homónimo es considerado un clásico del género y tocaron en múltiples festivales en vivo de todo el mundo lo que les valió una enorme fama durante la década de los 90s.
Cuando el Ejército Zapatista de Liberación Nacional se levantó en armas en 1994, Zack y los demás integrantes de Rage Against the Machine se tomaron un descanso y Zack visitó el estado de Chiapas. Desde ese tiempo, Zack ha organizado grupos de universitarios y activistas para visitar Chiapas, en México  hasta 2007.
Los integrantes Rage Against the Machine tuvieron largas conversaciones que motivaron que el 11 de agosto de 2007 tocaran de nuevo en su estado natal, concretamente en San Bernardino, ciudad cercana a Los Ángeles del estado de California. Nuevamente para el festival Rock The Bells.
El 18 de agosto de 2007 volvieron a tocar en el festival Rock The Bells, de nuevo en California, pero esta vez en la ciudad de San Francisco.
El 24 de agosto de 2007 tocaron junto a Queens Of The Stone Age en East Troy perteneciente al estado de Wisconsin.
Del 26-28 de octubre tocaron en Las Vegas, en el Vegoose Festival, el cual fue el último concierto de 2007.
Australian Tour 2008
Tras su paso por California, Nueva York y Las Vegas, empezaron a tocar fuera de los Estados Unidos, tras 11 años volvieron a Australia a hacer una mini-gira, en principio solo tenían previsto dar dos conciertos el 22 y 30 de enero de 2008 en Sídney y Melbourne respectivamente, pero tras anunciarlo el 18 de septiembre las entradas se vendieron en un tiempo récord de 3 minutos, cientos de entradas fueron puestas a la reventa en eBay. A raíz de esto, la banda también actuó en el Big Day Out (festival al aire libre) los días 18 de enero en el Mt. Smart Stadium de Auckland, Nueva Zelanda, el 20 de enero en Gold Coast, el 25 de enero en el Olympic Park Showgrounds de Sídney, el 28 de enero en el Flemington Racecourse de Melbourne, el 1 de febrero en Adelaida y el 3 de febrero en Perth.
Después del Australian Tour
Tras su gira por Australia viajaron a Tokio, Japón, donde tocaron el 7 de febrero de 2008 en Osaka en el Osaka Castle Hall y el 9 y 10 de febrero en Tokio en el Makuhari Messe.
Finalmente volvieron de gira por Europa, de momento ya hay ocho fechas confirmadas y tocaron en siete países de la Unión Europea, iniciaron su gira europea yendo a España, el 30 de mayo, al festival Electric Weekend en el Auditorio John Lennon de la localidad madrileña de Getafe, la segunda fue en el festival Pinkpop celebrado en Holanda el día 1 de junio de 2008, el 2 de junio actuaron en Amberes, Bélgica, tras esto tocaron el 4 de junio en París, Francia, después tocaron en Núremberg y Nürburgring, Alemania en el festival Rock am Ring del 6 al 8 de junio de 2008, el 10 de junio dieron un concierto en Berlín, Alemania y el 12 de junio estuvieron en el Hultsfred Festival de Suecia. Finalmente, el 10 de julio en Lisboa, Portugal en el festival Optimus Alive!.
Después la banda realizó una mini gira en Sudamérica durante octubre de 2010, teloneados por The Mars Volta, tocando en el SWU Festival en São Paulo (Brasil), el Pepsi Music Festival en Buenos Aires (Argentina), y formó parte de un sideshow del Maquinaria Festival en Santiago de Chile junto con The Mars Volta y Suicidal Tendencies en el Estadio Bicentenario Municipal de La Florida, siendo la primera vez que la banda toca en el sur del continente. Cabe destacar que la histórica presentación en el Bicentenario de La Florida en marco del Maquinaria Festival, llamada The Battle of Santiago ha sido nombrada por Tom Morello como "la mejor presentación de RATM en su historia".
En una entrevista con Zack de la Rocha en octubre con el diario chileno La Tercera, el vocalista confirma la preparación de un nuevo álbum junto a la banda, terminando los rumores de si trabajarían en un nuevo material después de sus conciertos alrededor del mundo.
-La banda se volvió a juntar en 2007, ¿cómo ha sido esta segunda vida?
"Muy buena, estamos todos más grandes y maduros y ya no caemos en los problemas que nos enfrentaban hace 10 o 15 años. Esto es distinto y lo proyectamos mucho: estamos trabajando en un nuevo álbum que saldrá el próximo año, quizás para el verano del hemisferio norte."
Entrevista de Claudio Vergara a Zack de la Rocha. La Tercera - 03/10/2010.41
Segunda reunión (2019 - 2021)
El 1 de noviembre de 2019 la banda publicó por primera vez en su cuenta de Instagram una foto que fue sacada en Chile el 25 de octubre de 2019, en la llamada "La Marcha Más Grande de Chile" la cual reunió aproximadamente a 1,2 millones de personas en Santiago de Chile. La foto, utilizada por la banda, se convirtió en una de las imágenes más representativas de las manifestaciones chilenas en su estallido social, y en ella la banda confirma cinco shows en Estados Unidos para el año 2020,42 incluyendo dos presentaciones en el festival de Coachella.43 Se trata de los primeros conciertos de la banda tras nueve años de silencio.
En febrero de 2020, anunciaron una gira por Norteamérica y Europa, con 41 eventos.44 El 12 de marzo de 2020, la banda pospuso la primera etapa de la gira de reunión debido a la pandemia de COVID-19; Esta gira finalmente se pospuso hasta el verano de 2021.

## Discografía

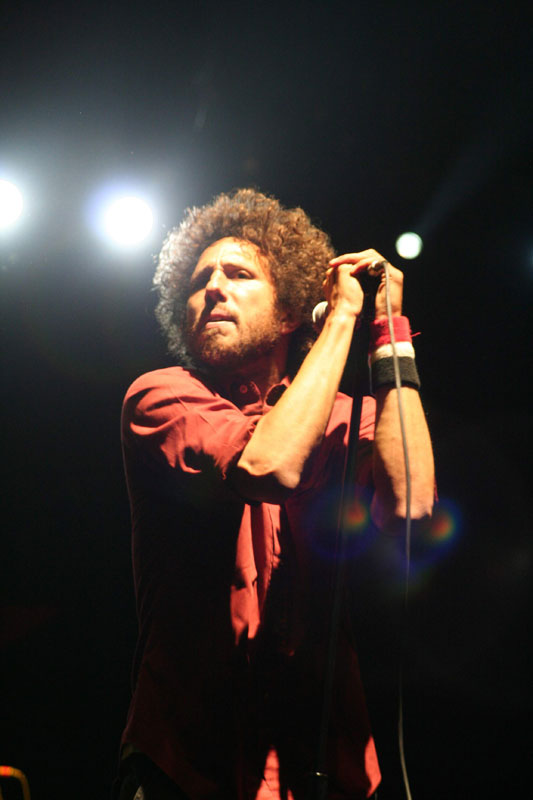
Zack de la Rocha cantando con Rage Against the Machine en el festival de música de Coachella 2007.

### Hardstance
- Face Reality 7" (1988, Conversion Records)

### Inside Out
- No Spiritual Surrender 7"/CD/tape (1990, Revelation Records)
- Youth of Today / Inside Out benefit 7" (1991, bootleg)

### Rage Against the Machine
- Rage Against the Machine (1992)
- Evil Empire (1996)
- Live & Rare (1998)
- The Battle of Los Angeles (1999)
- Renegades (2000)
- Live at the Grand Olympic Auditorium (2003)

### One Day as a Lion
- One Day as a Lion (EP) (2008)

### Como solista y colaboraciones
- "Mumia 911" en un álbum a beneficio de Mumia 911 (1999) con dead prez, Afu-Ra, Black Thought, y The Last Emperor.
- "C.I.A. (Criminals In Action)" de Lyricist Lounge, Volume One (2000) con KRS-One y The Last Emperor.
- "Burned Hollywood Burned" de la banda sonora deBamboozled (2000) con Chuck D y The Roots.
- "Centre of the Storm" de In the Mode, Roni Size/Reprazent (2000).
- "Release" de Blazing Arrow, Blackalicious (2002).
- "March of Death" lanzado como sencillo libre por toda la web (2003) con DJ Shadow.
- "We Want It All" de Songs and Artists That Inspired Fahrenheit 9/11 (2004).
- "Somos mas Americanos" de Los Tigres de Norte MTV Unplugged (2011).
- "Close Your Eyes (And Count To F**k)" de Run the Jewels (2015).
- "Just" de Run The Jewels y Pharrell Williams (2020)